# Alfred Reis
Alfred J. Reis (* 1. November 1882 in Wien; † 19. Mai 1951 in New Brunswick, USA) war ein österreichischer Chemiker und Physiker.

## Leben und Werk
Alfred Reis studierte von 1903 bis 1909 Chemie, Mathematik und Physik in Wien und in Straßburg. Er wurde 1909 in Straßburg bei Johannes Thiele mit einer Arbeit „Ueber die Reduktion ungesättigter Karbonsäuren und über den Ersatz der Diazogruppe durch Wasserstoff“ promoviert und habilitierte sich 1913 an der Technischen Hochschule Karlsruhe mit einer Arbeit „Zur Kenntnis der Flamme“ für das Fachgebiet Physikalische Chemie. In Karlsruhe lehrte er dann von 1913 bis 1920 als Privatdozent und von 1920 bis 1931 als außerordentlicher Professor für Physikalische Chemie.
Von 1931 bis 1933 wirkte er als außerordentlicher Professor für Physikalische Chemie in der Fachabteilung für Chemie und Hüttenkunde der Technischen Hochschule zu Berlin. Gleichzeitig war er beschäftigt am Kaiser-Wilhelm-Institut für Physikalische Chemie und Elektrochemie in Berlin-Dahlem.
Nach der Machtübernahme der Nationalsozialisten 1933 flüchtete er vor rassistischer Verfolgung zunächst nach Frankreich, wo er an der École de Physique et de Chimie Industrielles der Universität Paris tätig war. Als Ausländer in Frankreich wurde er im Zweiten Weltkrieg interniert, konnte aber 1940 gemeinsam mit Soma Morgenstern aus dem Lager Audierne fliehen. Ihm gelang 1941 die Überfahrt in die USA. In New York lehrte er am Cooper University Institute of Technology und später am Institute of Material Research der Rutgers University in New Brunswick.
Sein Arbeitsgebiet war breit gefächert mit Themen insbesondere aus der Metallographie, Photochemie und Spektroskopie.

## Publikationen (Auswahl)
- Über ammoniak- und stickoxydhaltige Flammen. Zeitschrift für Physikalische Chemie. 76U (1911) Nr. 1, S. 560ff.
- Über neue Versuche zur Erklärung der chemischen Wirkung des Lichtes. Naturwissenschaften 1 (1913) S. 38–40
- Über die Bedeutung der Eigenfrequenzen in der Chemie. Naturwissenschaften 2 (1914), S. 204–210
- mit Jerome J. Slade Jr. und Sigmund Weissmann: A New X‐Ray Diffraction Method for Studying Imperfections of Crystal Structure in Polycrystalline Specimens. Journal of Applied Physics 22,  (1951) S. 665